# 吡咯
吡咯是一种含有一个氮原子和两个共轭双键的五元芳香杂环化合物，化学式为C4H4NH。吡咯为一种无色挥发性液体，暴露在空气中很容易变黑。
在生物化学中，五元环至少含两个杂原子的吡咯衍生物称为“唑”（氮杂茂的英文发音之缩读的汉译），且唑只专用于此类吡咯衍生物的尾部词缀；但是在化学系统命名法中，唑（氮杂茂）亦指吡咯本身。
多个吡咯环可以形成更大的环系，如血红蛋白中的卟啉环，叶绿素中的卟吩环和维生素B12中的咕啉环。

吡咯（1H-唑）分子的键线式，其为一种四碳一氮的五元芳香杂环。图示其衍生物的编号约定。

## 歷史
1857年，它從骨頭的熱解物中分離出來。它的名字來自希臘的（“微紅，火熱”），來自用來檢測它的反應—當它被鹽酸浸濕後賦予木材紅色。

## 性质与反应

### 酸碱性
吡咯碱性较其它胺类弱，其共轭酸的pKaH约为–1到–2。这是因为氮原子上的一对电子与两个双键上的电子形成离域体系（Π56）。正因为如此，吡咯有芳香性，形成共轭酸后芳香体系被破坏，故吡咯氮不易结合质子。
吡咯有微弱酸性，其pKa为16.5。用正丁基锂和氢化钠之类的强碱处理吡咯得其负离子，与亲电试剂如碘甲烷反应得N-甲基吡咯。

### 芳香性
与苯和其它五元杂环化合物比较，亲电取代反应活性吡咯＞呋喃＞噻吩＞苯。吡咯亲电取代反应反应活性非常高，例如吡咯在氢氧化钠作用下与碘反应生成四碘吡咯。这是由于吡咯π电子雲密度高于苯，且碳正离子中间体非常稳定。吡咯硝化不宜直接使用硝酸，因易被氧化，常使用温和的非质子试剂硝酸乙酰酯；磺化也避免使用硫酸，常用吡啶与三氧化硫加合物作磺化试剂。
吡咯亲电取代反应α位活性更高，可通过曼尼希反应或Vilsmeier-Haack反应从吡咯制备α位上有取代基的衍生物。
吡咯与醛缩合得卟啉环，如苯甲醛与吡咯反应，冷凝得四苯基卟啉。对于取代吡咯，如已有基团为邻对位定位基，第二个基团进入相邻α位；如为间位定位基，则进入间位α位。

### 聚合
吡咯在浓酸中树脂化，在冷的稀酸或三氯化铁的甲醇溶液中聚合，得到导电化合物聚吡咯。
n C4H4NH  +  2 FeCl3   →   (C4H2NH)n  +  2 FeCl2  +  2 HCl

### 氧化
与其它胺一样，吡咯在空气中和光照下氧化变黑，生成聚吡咯和多种胺氧化物。因此吡咯使用前需要蒸馏。

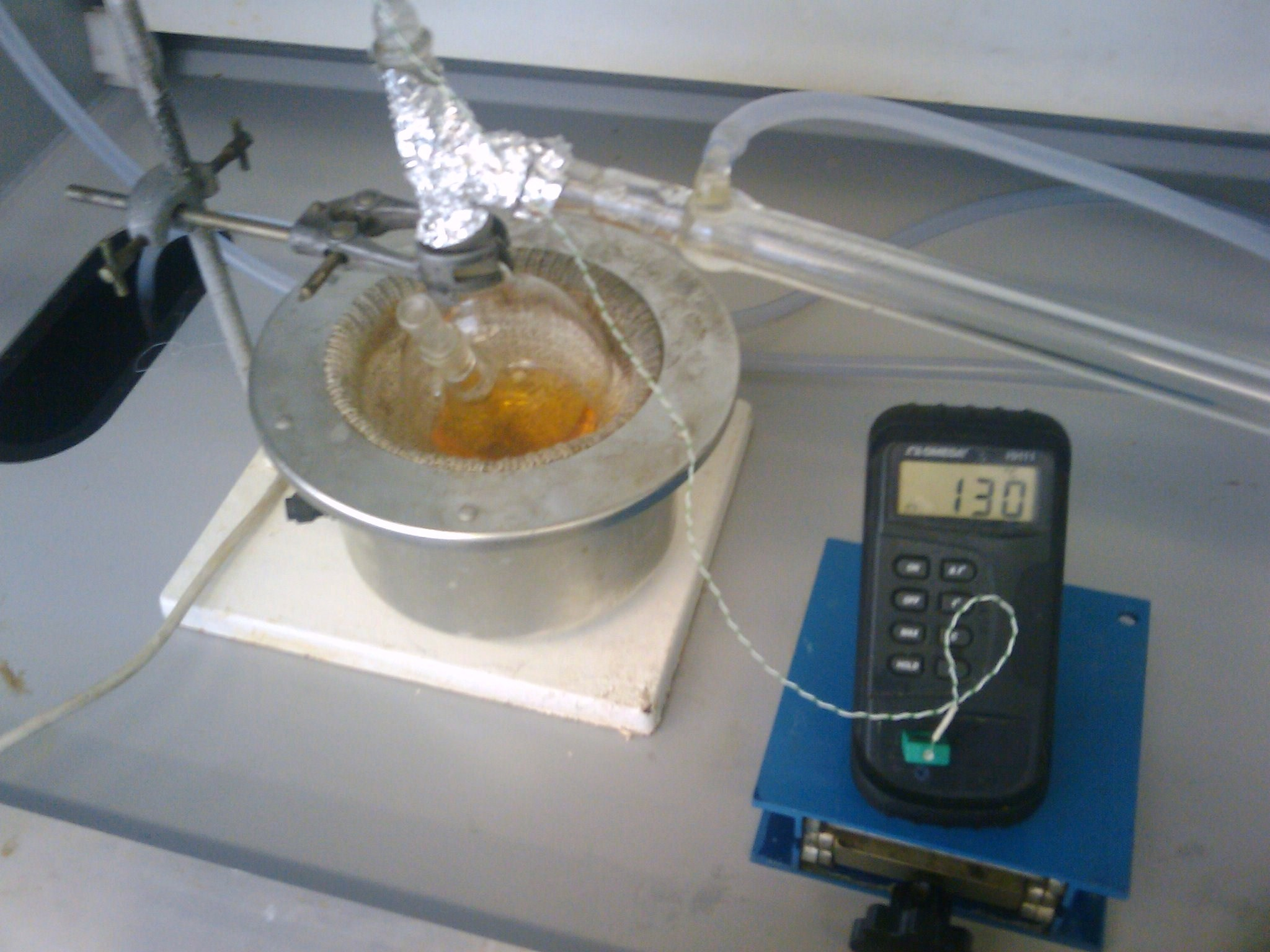
蒸馏不纯的吡咯
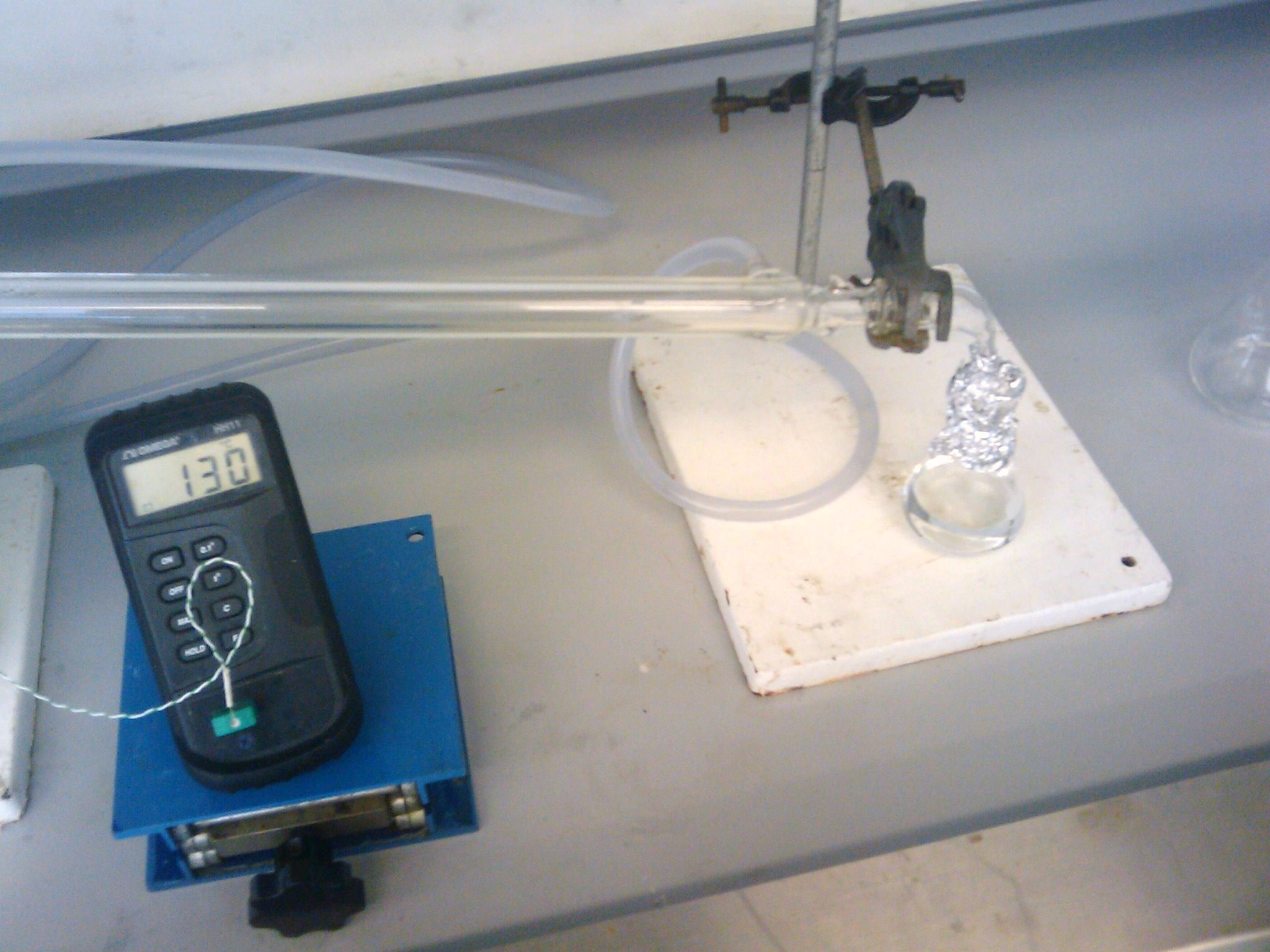
得到无色透明的馏分

### D-A反应
吡咯在一定条件下例如路易斯酸催化，或加热，高压而作为双烯体参与D-A反应。

### 鉴定
吡咯和被盐酸浸过的松木片作用，松木片会显鲜红色。

## 合成
工业上吡咯由呋喃在固体酸催化剂作用下与氨反应得到。
以氧化铝为催化剂，在氨的作用下可从呋喃和噻唑合成吡咯。这个反应名为Yurev合成，可实现吡咯、呋喃、噻吩环系的互变。
另一种方法是由半乳糖二酸的铵盐脱水制得。通常用甘油作溶剂，加热半乳糖二酸铵，蒸出生成的吡咯。

### 取代吡咯的合成
取代吡咯有多种合成方法，较经典的有Knorr吡咯合成，Hantzsch吡咯合成与Paal-Knorr合成。
Piloty–Robinson吡咯合成使用肼和2倍当量的醛做原料，合成3,4位上具有特定取代基的吡咯。 反应生成二亚胺中间体（R–C=N−N=C–R），然后在盐酸作用下重排，失去一分子氨关环得取代吡咯。
改进的方法加入苯甲酰氯，在高温与微波照射反应：
在上述反应的第二步发生了[3,3]σ迁移。